# Бычков, Александр Анатольевич
Александр Анатольевич Бычков (укр. Олександр Анатолійович Бичков; род. 24 февраля 1983, Одесса) — украинский футболист, полузащитник

## Карьера
Воспитанник клуба «Юнга-Черное море» (Одесса), цвета которого защищал в юниорских чемпионатах Украины (ДЮФЛУ). В 2001 году начал футбольную карьеру в молдавском клубе «Конструкторул», который в следующем сезоне сменил название на «Тирасполь». Во время зимнего перерыва сезона 2003/04 перешел в тираспольский «Шериф». Зимой 2006 года вернулся в «Тирасполь». В начале 2008 усилил состав «Полтавы». В сезоне 2009/10 сыграл по одному матчу до начала и после завершения чемпионата Украины в составе клуба «Динамо» (Бендеры). Во время зимнего перерыва сезона 2011/12 оставил полтавский клуб. Летом 2012 стал игроком хмельницкого «Динамо». Летом следующего года перешел в овидиопольский клуб «Реал Фарма».

## Достижения
- Чемпион Молдавии: 2003/04, 2004/05
- Финалист Кубка Молдавии: 2003/04
- Обладатель Суперкубка Молдавии: 2004, 2005
- Серебряный призёр Второй лиги Украины: 2011/12